# Stanislao Mocenni
Pour les articles homonymes, voir Mocenni.
Stanislao Mocenni (Sienne, 21 mars 1837 – Sienne, 21 mars 1907) était un homme politique et un général italien.

## Biographie
Sa famille était l'une des plus riches de Sienne et pouvait se targuer de liens avec la capitale du Grand-duché de Toscane, Florence, qui allait bientôt (en 1839) l'anoblir, même si ses ressources n'étaient pas aussi voyantes. C'est aussi pour cette raison que le jeune Mocenni fréquente le lycée militaire de Florence, d'où il sort "licencié en mathématiques appliquées" en septembre 1857 et devient sous-lieutenant (sottotenente) dans le 1er bataillon d'infanterie de la petite armée grand-ducale. Sa carrière militaire - donc fondée dès le départ non pas sur la vénalité des postes mais sur les études et les compétences - se poursuit, comme à l'accoutumée, par sa nomination d'abord comme adjudant (aiutante maggiore) (avril 1858) puis comme lieutenant (luogotenente) (mai 1859). Un élément de distinction, peut-être dû à ses succès dans ses études, peut-être dû à l'attrait réduit d'une vie de privations dans le camp, est son affectation à l'état-major général.
Les états-majors des armées italiennes d'avant l'unification n'étaient pas un vivier d'officiers professionnels comparables aux états-majors prussiens, et plus tard allemands, de Carl von Clausewitz ou Helmuth Karl Bernhard von Moltke. La petite armée grand-ducale n'était pas non plus une force militaire redoutable. Mais par rapport à ses contemporains toscans, Mocenni a dû se distinguer par ses études et son professionnalisme. En outre, au sein de l'armée grand-ducale, on nourrit des aspirations libérales et parfois même démocratiques, généralement du Risorgimento et de l'Unification.
Pendant que Mocenni fait les premiers pas de sa carrière militaire, l'Italie s'unifie. Dans ce processus, ce n'est pas tant la "révolution militaire" d'avril 1859 que le poids politique et financier de sa classe dirigeante, le consortium politique et financier aristocratique des modérés, qui a garanti à la Toscane et aux Toscans un rôle de soutien de premier plan dans le processus d'unification. Cela était très évident sur le plan militaire, où seules les divisions de l'armée toscane, par rapport à celles des nombreuses armées d'avant l'unification, étaient autorisées à rejoindre la nouvelle armée nationale en rangs compacts - sans subir, du moins au début, l'humiliation de l'amalgame et de la "piémontisation".
Se trouvant au milieu de cette transformation générale, Mocenni est d'abord reconfirmé comme lieutenant (luogotenente) dans l'armée sarde (mars 1860), puis promu capitaine (capitano) (22 mai 1860). Un fait important est que Mocenni a continué dans ses fonctions en entrant, le 1er juillet 1860, dans l'état-major le plus prestigieux de l'armée sarde, et ensuite italienne, de Alfonso La Marmora. Mocenni, un "diplômé" de l'école secondaire et un expert en mathématiques, a pu saisir la criticité de ces bureaux, où les officiers piémontais ne parlaient pas italien et n'avaient pas de formation professionnelle, mais dont il faisait quand même partie. Durant cette période, il assume diverses tâches de confiance et de prestige, bien que confidentielles, entre Naples, centre militaire de la lutte contre le brigandage, et Turin, alors capitale du Royaume.
L'officier toscan, devenu italien, a mené sa première guerre contre d'autres Italiens. Faisant partie du secrétariat de La Marmora, alors employé dans la lutte contre le brigandage, il travaille à Naples. Sa guerre fut plus "par la plume" que "par l'épée", car il participa à la médiation entre son commandant, La Marmora, pour lequel il rédigea également un important rapport, et la commission d'enquête chargée d'examiner les activités de l'armée en Italie du Sud.
De Naples, il est ensuite appelé à Turin, à la tête de l'état-major général, pour collaborer à la préparation de plans secrets pour une mission en Tunisie, qui aurait dû permettre au nouvel État italien d'aider la France de Napoléon III en difficulté momentanée dans le beylicat. Mais la mission a été annulée par la suite. Mocenni est bientôt nommé officier d'ordonnance honoraire de Sa Majesté (5 juillet 1863), ce qui confirme la capacité de sa famille à entrer dans les cercles les plus influents.
L'affrontement avec l'Autriche approchait. Entre 1865 et 1866, comme il l'a écrit dans ses mémoires non publiées - aujourd'hui conservées par la famille - Mocenni a travaillé comme officier de renseignement. Entre-temps, au début de la trentaine, il est promu major (maggiore) pendant la guerre de 1866 (28 juillet). Le conflit, qui a amené la Vénétie, a jeté quelques ombres sur l'institution militaire nationale, mais il n'a pas arrêté la carrière du jeune Mocenni, qui en même temps avait consolidé son profil de soldat compétent, studieux et fiable. De plus, à l'époque, un officier d'état-major ne devait pas nécessairement être un combattant ; et c'était le cas de Mocenni, qui n'est pas entré par hasard, à la fin de la guerre, dans le secrétariat du ministre de la Guerre Efisio Cugia.
Il peut alors approfondir ses connaissances et assister aux importantes réunions des commissions secrètes d'officiers supérieurs qui, en passant en revue toute la structure lamarmerienne de l'armée italienne, dénoncent les défauts mis en évidence par la campagne de 1866. Dans ses mémoires, il écrit qu'on lui a confié la tâche de centraliser tous les rapports sur la campagne qui vient de se terminer (matériel qui sera ensuite utilisé par d'autres pour écrire l'histoire officielle de la participation italienne à la guerre) et qu'il a donc pris conscience des lacunes et des problèmes de la structure militaire italienne, encore trop calquée sur l'armée française "de qualité" et non sur l'armée prussienne - qui est sortie vainqueur de la campagne de 1866 - "de quantité".
Après la guerre, la première école de guerre de l'armée italienne a été fondée à Turin et Mocenni y est allé pour enseigner le service du personnel. C'était une reconnaissance, et cela pouvait mettre le Toscan de trente ans à l'attention de tous les officiers qui passaient par l'école. Son rôle d'enseignant, exercé pendant deux ans, a confirmé son profil d'"organisateur" plutôt que de "combattant". Vient ensuite l'époque de son commandement départemental en tant que chef d'état-major de deux divisions militaires territoriales, d'abord à Plaisance puis à Bologne, entre 1869 et 1871. Le 13 novembre 1871, il retourne enfin officiellement au commandement supérieur de l'état-major, mais est en fait envoyé en Allemagne comme attaché militaire : un poste qu'il occupe pendant plus de deux ans, du 1er décembre 1871 au 31 décembre 1873.
À son retour, il est promu lieutenant-colonel (tenente colonnello) (7 août 1874) et envoyé au commandement du nouveau collège militaire de Florence. En novembre de la même année, lors d'élections politiquement importantes, le parti monarchiste siennois se retrouve sans candidat et propose que l'officier, qui s'était déjà distingué au niveau national et avait même occupé des fonctions internationales, le représente: Mocenni est élu, âgé de 37 ans. Il est maintenant un militaire et un membre du parlement.
Les postes occupés par Mocenni, bien que prestigieux, ne garantissaient pas une carrière plus rapide que la moyenne. D'autre part, il ne semblait pas aspirer à un rôle de leader particulier. Sa destination, à son retour de Berlin, semblait trahir un désir de retour au pays, ou du moins de proximité. De plus, sa vocation était d'étudier plutôt que d'agir. Ses affectations dans des secrétariats ministériels, dans des instituts de formation militaire et comme attaché à l'étranger le confirment. Il avait certainement été en contact avec ce groupe d'officiers réformateurs, qui se reconnaissaient alors dans la figure du ministre de la Guerre Cesare Francesco Ricotti-Magnani et de sa politique, mise en œuvre par les gouvernements de la droite historique après 1870, consistant à passer de la petite armée "française" lamarmorienne à une grande armée basée sur la conscription obligatoire et le modèle prussien. Mais sa destination même à Berlin l'avait tenu éloigné des covens, et dans ses mémoires, il lit à la lumière de son être toscan, et non piémontais, son éloignement de l'école de guerre.
La vie parlementaire d'un député militaire, plutôt que d'un député militaire, comme Mocenni ne laissait guère de place à la fantaisie. Sa longévité est inhabituelle, car il réussit à rester le représentant de la circonscription de Sienne pendant plusieurs mandats, du XIIe au XXe, c'est-à-dire de 1874 à 1900. Mais cela ne se traduit pas par une présence particulièrement vivante dans la salle d'audience: comme pour beaucoup de ses autres députés militaires, les Actes du Parlement n'enregistrent pas beaucoup de discours, et ceux enregistrés concernent souvent des questions militaires techniques, omettant les prises de position publiques dans les grandes diatribes parlementaires sur les questions stratégico-militaires de l'époque (par exemple entre le réformateur Ricotti et le plus prudent Luigi Pelloux). Certains discours restent enregistrés - mais ils sont moins nombreux - sur des questions strictement locales, siennoises.
L'orientation politique de ses discours et de ses votes est constamment ministérielle et conservatrice, parfois même plus que la moyenne des députés toscans : en mars 1876, lorsque les Toscans votent la défiance envers Marco Minghetti, faisant entrer au gouvernement l'aile gauche d'Agostino Depretis, Mocenni vote à droite. Il est alors proche de Francesco Crispi; un conservateur comme Sidney Sonnino - non seulement en raison de ses sympathies régionalistes toscanes - l'invite aux réunions de ses "amis" ; dans les dernières années de sa vie, il est anti-giolittien.
Même au Parlement, Mocenni a conservé le profil d'un "technicien", un homme d'institutions et de bureaucratie. Il ne voulait pas se faire particulièrement remarquer : il savait qu'il n'était pas un intellectuel militaire comme Nicola Marselli, ni un commandant de troupes comme Antonio Baldissera ou Giuseppe Salvatore Pianell, ni un soldat "politique" comme Ricotti Magnani, Pelloux ou Oreste Baratieri. Pourtant, d'un autre point de vue, au milieu de la cinquantaine, la position qu'il avait atteinte témoignait que le jeune officier toscan s'était désormais pleinement intégré au cœur de l'administration militaire et, par conséquent, de l'État national.
Ce n'est pas un hasard si sa carrière militaire s'est déroulée sans heurts, tandis que ses affectations dans l'administration centrale se sont succédé : c'était un militaire des bureaux plutôt que des terrains de parade. En tant que colonel (colonnello ), il passa sa période de commandement à Rome, avec le 31e régiment d'infanterie, puis revint à l'état-major général (maintenant, avec Enrico Cosenz , renouvelé et renforcé) pour diriger le bureau colonial, un bureau qui, à l'époque, s'occupait de l'Afrique et des colonies des autres puissances puisque l'Italie, à part la minuscule possession d'Assab, n'en avait pas. Il change de bureau, mais pas de ville, devenant chef d'état-major du corps d'armée de la capitale, puis commandant de la prestigieuse brigade "Aoste". Homme d'appareil, il n'avait jamais bougé de Rome. Nommé major général (maggior generale) le 22 octobre 1884, il conserve ce commandement et, promu lieutenant général (tenente generale) (27 mars 1890), il s'éloigne brièvement pour commander la division militaire de Pérouse, pour revenir rapidement dans la capitale, à la tête de la division militaire de Rome (11 décembre 1892). Peut-être qu'aucun de ces postes qu'il occupe dans les années 1880 ne revêt une importance militaire particulière, mais tous ensemble, ils confirment comment un officier estimé devenu député peut, s'il sait rester dans les réseaux de relations qui comptent, conditionner à son avantage les destinations de son service.
Tout cela s'est reflété dans l'épisode qui devait marquer l'apogée de la carrière de Mocenni et en même temps sa fin. En effet, au milieu d'un âpre affrontement politique au sein de la classe politique libérale - divisée entre les réformes timides du premier Giovanni Giolitti, les économies serrées de Antonio Starabba di Rudinì et le programme audacieusement expansionniste et impérialiste de Crispi - et au milieu d'une division interne féroce au sein de l'armée - entre ceux qui, comme Ricotti, considéraient le système des douze corps d'armée existant alors comme non viable et ceux qui, comme Luigi Pelloux, le défendaient - le Premier ministre nommé par Umberto I, Crispi, proposa que le député militaire toscan assume le rôle de ministre de la Guerre. S'inspirant des tentatives de conciliation de Crispi, certains ont dénigré le fait que, en pensant à Mocenni, le chef du gouvernement avait également tenu compte de sa relation avec son frère, le cardinal Mario Mocenni (1823-1904), qui était à la Secrétairerie d'État du Vatican depuis presque une décennie. Le 15 décembre 1893, Mocenni, par un choix qu'il regrettera plus tard, tant en public que dans le secret de ses mémoires non publiées, accepte.
Les problèmes fondamentaux auxquels Mocenni doit faire face en tant que ministre de la Guerre sont ceux du budget, de l'utilisation de l'armée pour l'ordre public et de l'expansion coloniale. Il s'agissait de problèmes graves. Sur les questions budgétaires, il est accusé de détruire les finances publiques et de ruiner l'armée en faisant trop d'économies. Son projet de budget militaire a fait l'objet de l'une des attaques les plus prolongées du débat parlementaire. Mais les causes ne sont pas à chercher du côté de Mocenni, mais dans l'ampleur des problèmes que rencontre le budget de l'État en raison d'un personnel militaire trop important.
En ce qui concerne l'ordre public, la situation en Sicile et en Lunigiana due à l'agitation des Fasci entraîne le retour de l'armée sur les places et dans les rues et la nomination de commissaires dotés des pleins pouvoirs. Mais même ici, il s'agissait d'un choix politique de Crispi et de son gouvernement, plutôt que d'un choix de Mocenni seul. Ce qui a affaibli la position personnelle de Mocenni , c'est plutôt son idée de vouloir réduire les dépenses militaires sans toucher au personnel de l'armée, en procédant à une réforme de la conscription et des districts. Cette idée, bureaucratiquement irréprochable, a donné naissance à un recrutement de type territorial : quelque chose qui était très redouté par la Cour, par une bonne partie de la droite et finalement par l'armée elle-même. Crispi et le roi ont pris leurs distances.
Mais c'est le front colonial qui a été fatal pour tous. L'expansion italienne en Érythrée avait des bases fragiles, la stratégie diplomatique et militaire était en conflit, le gouverneur local Oreste Baratieri se trompait systématiquement et trompait le gouvernement, contournant les responsables politiques des Affaires étrangères et de la Guerre pour se fier à ses relations personnelles avec Crispi. Mocenni s'est rapidement retrouvé esclave de cette toile, qu'il n'a pas brisée et dont il est devenu de facto coresponsable.
Baratieri avait envahi le Tigré voisin, pensant à toute l'Ethiopie. Il s'est fait l'illusion, et a fait l'illusion à Crispi, qu'il pouvait résoudre le problème éthiopien en battant hardiment l'armée du Négus Menelik II en rase campagne. Au lieu de cela, il se retrouve à Adoua face à des forces incomparablement supérieures à ce qu'il pensait : le corps d'opération italien est divisé, battu et anéanti (bataille d'Adoua). C'est la plus grave défaite européenne de l'ère de l'impérialisme. Aucun gouvernement européen, et surtout pas celui de Crispi (et de Mocenni), qui avait tant misé sur l'expansion coloniale, n'aurait pu y résister.
La défaite d'Adoua a submergé Crispi et tout son gouvernement : elle ne pouvait qu'entraîner Mocenni avec elle. Peut-être, pour empêcher Adoua, il aurait fallu avoir un tempérament et une autonomie de jugement qu'un fonctionnaire comme Mocenni n'avait pas. En outre, sans se tromper de point de vue, Crispi l'avait choisi précisément parce que Mocenni garantissait d'être un organisateur subalterne et fidèle, un homme de la bureaucratie et des bureaux. Le gouvernement tombe et Mocenni démissionne le 9 mars 1896.
En réponse à une accusation de "mensonge" reçue au Parlement de la part de Salvatore Barzilai, Mocenni affronte son accusateur en duel le 23 mars 1896 : tous deux sont blessés, mais Mocenni superficiellement. En guise de punition, le général est d'abord mis à disposition (15 mars 1896, à partir du 10 mars), puis en disponibilité (26 août 1896). Sa carrière militaire est alors interrompue, bien que localement il soit réélu au Parlement le 21 mars 1897, sans que personne propose de le nommer sénateur. Le 9 août 1898, il est donc placé dans un poste de service auxiliaire et le 1er novembre 1901, il est définitivement mis à la retraite : pour des raisons politiques, l'officier bureaucratique a connu une fin bureaucratique. 
Il a passé ses dernières années à Sienne, où il est mort le 21 mars 1907.

## Source
- (it) Cet article est partiellement ou en totalité issu de l’article de Wikipédia en italien intitulé « Stanislao Mocenni » (voir la liste des auteurs).